# Zebinella tenuistriata
Zebinella tenuistriata is een slakkensoort uit de familie van de Rissoidae. De wetenschappelijke naam van de soort is voor het eerst geldig gepubliceerd in 1868 door Pease.